# 赤道環

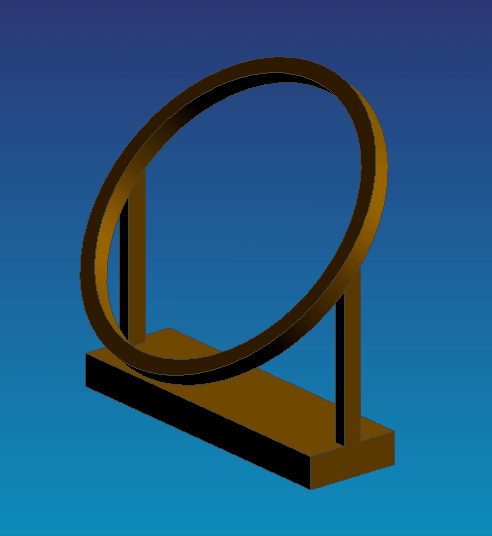
赤道環

赤道環是希臘化時代用來確定春天和秋天分點的確切時刻的天文儀器。赤道環被放置在亞歷山大、羅德斯的神廟前，也許還有其他地方，目的在用於曆法。 
理解赤道環的使用最簡單的方法是想像一個垂直放置在地球赤道東西向平面上的環。在分點時，太陽將精確地在東方升起，穿過天頂，並精確地落在西方。一整天，環的下半部分都會在環上半部分投射的陰影中。在一年中的其他日子，太陽經過環的北或南，並照亮下半部。 對於遠離赤道的緯度，環只需要以正確的角度放置即可呈現在赤道平面的狀態。在地球的地理極點，環將是水平的。
赤道環的直徑約為一至二肘（45cm–90cm）。因為太陽不是點光源，所以光環下半部陰影的寬度略小於光環的寬度。等待陰影通過圓環中心，分點的時間可以確定在一個小時左右。如果分點發生在夜晚，或者天空多雲，可以在兩天的量測之間進行插值。
赤道環的主要缺點是需要非常精確地對齊，否則可能會出現錯誤的量測。托勒密在《天文學大成》中提到，亞歷山大使用的一個赤道環略有偏移，這意味著該儀器顯示分點在同一天發生了兩次。當太陽接近地平線時，大氣折射也會產生錯誤的讀數。
在渾儀和赤道日晷上也可以找到赤道環。